# Adolfo Medrick
Adolfo «Fito» Medrick (Panamá, 1955-Ciudad de Panamá, 12 de noviembre de 2018) fue un baloncestista panameño nacionalizado uruguayo.

## Biografía
Vivió 27 años en Uruguay, jugando en primera y segunda división para clubes como Sporting Club Uruguay, Club Atlético Goes, Club Atlético Welcome, Club Atlético 25 de Agosto, Club Atlético Cordón, Club Nacional de Football y el Club Biguá.
Falleció a los 62 años, el 12 de noviembre de 2018, en la Ciudad de Panamá.

### Selecciones nacionales
Fue internacional con la Selección de baloncesto de Panamá, así como con la Selección de baloncesto de Uruguay, luego de nacionalizarse uruguayo, y con la que se consagró campeón del Campeonato Sudamericano de Básquetbol en 1997.

## Clubes
- Sporting Club Uruguay - (Uruguay)
- Club Atlético Goes - (Uruguay)
- Club Atlético Welcome - (Uruguay)
- Club Atlético 25 de Agosto - (Uruguay)
- Club Atlético Cordón - (Uruguay)
- Club Nacional de Football - (Uruguay)
- Club Biguá - (Uruguay)
- Brujos de Guayama - (Puerto Rico)

## Títulos

### Campeonatos nacionales
- Sporting Club Uruguay - (Uruguay) - 1980[5]
- Sporting Club Uruguay - (Uruguay) - 1985[5]
- Club Biguá - (Uruguay) - 1988[5]
- Club Biguá - (Uruguay) - 1989[5]
- Club Biguá - (Uruguay) - 1990[5]
- Club Atlético Cordón - (Uruguay) - 1995
- Club Atlético Cordón - (Uruguay) - 1996
- Club Atlético Cordón - (Uruguay) - 2001

### Campeonatos internacionales
- Campeonato Sudamericano de Clubes Campeones - Club Biguá - (Uruguay) - 1992[6]

### Distinciones individuales
- Mejor Jugador según el Comité Olímpico Uruguayo - 1991

## Participaciones en Campeonatos Sudamericanos
- Campeonato Sudamericano de Básquetbol - (Uruguay) - 1987
- Campeonato Sudamericano de Básquetbol - (Uruguay) - 1997 (campeón)